# حفيرة نساح
حفيرة نساح، هي قرية من فئة (ب) تقع في محافظة المزاحمية، والتابعة لمنطقة الرياض في السعودية. وتبعد حفيرة نساح عن محافظة المزاحمية بمسافة تقارب () كم.